# Die Form
Die Form es una banda francesa de Darkwave / Industrial integrada por Éliane P., y el fotógrafo/músico Philippe Fichot. 
Su nombre significa en alemán "La forma" y fue fundada en 1977.
Su música se caracteriza por sonidos electrónico combinados con coros femeninos. Su arte, tanto visual como sonoro, tiene contenido erótico y trasgresor enfocado en el BDSM.
La mayoría de sus letras hablan de la relación eros/thanatos, violencia y sexo. La música electrónica mórbida de Die Form ha ganado muchos fanáticos en los círculos de la escena especialmente en Alemania y Japón. 
Philippe fichot ha sido fotógrafo por más de 15 años. Su trabajo es casi siempre en blanco y negro, el cual describe como, "Una exploración del erotismo subconsciente y de la poesía oscura del cuerpo humano." Un artista cuyo trabajo continuamente busca exponer la belleza.
Entre sus temas más famosos se pueden citar: "Silent Order", "Rain of Blood" y "Voltaic control system" .

## Discografía
- Ad Infinitum (lanzado por Trisol Music Group, Metropolis Records (2003), Hyperium (1992))
- AKT (lanzado por Trisol Music Group (2003))
- Archives & Documents 2 (lanzado por Bain Total)
- Archives & Documents 3 (lanzado por Trisol Music Group (2003), Metropolis Records (2003))
- Archives & Doküments (lanzado por Normal (2003), Normal (2003))
- Automatic Love (lanzado por Musical Tragedies)
- Bacterium (lanzado por Danceteria)
- Confessions (lanzado por Danceteria, Trisol Music Group)
- Single: Savage Logic (lanzado por Parade Amoureuse)
- Single: Silent Order Re-Versions (lanzado por Hyperium)
- Corpus Delicti (lanzado por Parade Amoureuse)
- Corpus Delicti 2 (lanzado por Trisol Music Group)
- D.sign (lanzado por Antler)
- Die Operative Maschine - ELEKTRODE (lanzado por Hyperium)
- Die Puppe (lanzado por Normal)
- Die Puppe II (lanzado por Trisol Music Group (2004), Metropolis Records (2004))
- Duality (lanzado por Trisol Music Group, Trisol Music Group)
- Single: Rain of Blood (lanzado por Trisol Music Group)
- Single: The Hidden Cage/Spiral (lanzado por Trisol Music Group)
- ExHuman (lanzado por Trisol Music Group (2006))
- Extremum/XX (lanzado por Trisol Music Group)
- Single: Deep Inside (lanzado por Trisol Music Group)
- Histories (lanzado por Trisol Music Group)
- Histories 1 (lanzado por Trisol Music Group)
- Histories 2 (lanzado por Trisol Music Group)
- InHuman (lanzado por Matrix Cube (2004))
- Single: Zoopsia (lanzado por Matrix Cube (2003))
- L'âme électrique (lanzado por Trisol Music Group, Hyperium)
- Single: Phenomena of Visitation (lanzado por Hyperium)
- Les Cent Vingt Journées de Sodome (lanzado por Parade Amoureuse)
- Photogrammes (lanzado por Trisol Music Group, Normal)
- Poupée Mécanique (lanzado por Normal, Trisol Music Group)
- Rose Au Coeur Violet (lanzado por Hyperium)
- S.A. 123 - SOCIETE ANONYME (lanzado por Danceteria)
- Sombre Printemps (lanzado por Danceteria)
- Some Experiences With Shock (lanzado por Normal, Trisol Music Group)
- Suspiria De Profundis (lanzado por Hyperium, Trisol Music Group)
- Tears of Eros (lanzado por Hyperium)
- The Visionary Garden (lanzado por Hyperium)
- Ukiyo (lanzado por Hyperium)
- Vicious Circles (lanzado por Cleopatra Records (1996))
- Videography Vol. 1 (lanzado por Trisol Music Group (1998))
- Noir Magnétique (lanzado por Out Of Line (2009))
- Chronology - The Bain Total Years 77-85 (6 LP + 7")(Vinyl On Demand - VOD 2010)
- Sombre Printemps "Ambient & Film Music 1+2" (2 CD)(Out Of Line 2011)
- Rayon X (LP + CD + 2CD) 2014
- DIE FORM ÷ FINE AUTOMATIC Vol. I + Vol. II (2 LP) 2015
- DIE FORM ÷ MUSIQUE CONCRÈTE Cinema Obscura (CD) 2015
- Baroque Equinox (2 LP + CD) 2017
- Mental Camera (2 LP + CD)

## Proyectos paralelos
- D.F. Sadist School
- D.Sign
- Societe Anonyme
- Sombre Printemps
- Elektrode
- Ukiyo
- Outre Mondes